# Mawson-Gletscher
Der Mawson-Gletscher ist ein mächtiger, bis zu 8 km breiter Gletscher im ostantarktischen Viktorialand. Er fließt vom Polarplateau nördlich des Trinity-Nunatak und der Kirkwood Range in östliche Richtung zur Scott-Küste und mündet in Form der Nordenskjöld-Eiszunge ins Rossmeer.
Teilnehmer der Nimrod-Expedition (1907–1909) unter der Leitung des britischen Polarforschers Ernest Shackleton entdeckt ihn. Benannt ist er nach dem australischen Geologen und Polarforscher Douglas Mawson (1882–1958), einem Teilnehmer der Expedition und späteren Leiter der Australasiatischen Antarktisexpedition (1911–1914) sowie der BANZARE (1929–1931).